# Sci alpino ai XXIII Giochi olimpici invernali - Combinata femminile
La gara di combinata femminile dello sci alpino dei XXIII Giochi olimpici invernali di Pyeongchang si è svolta il 22 febbraio 2018, a partire dalle ore 11:30 (UTC+9), presso l'Arena alpina di Jeongseon.
La sciatrice svizzera Michelle Gisin ha conquistato la medaglia d'oro, mentre l'argento e il bronzo sono andati rispettivamente all'americana Mikaela Shiffrin e alla svizzera Wendy Holdener.

## Classifica di gara
| Pos.    | N° | Atleta                  | Nazione              | Discesa | Slalom | Totale  | Distacco |
| ------- | -- | ----------------------- | -------------------- | ------- | ------ | ------- | -------- |
| Oro     | 1  | Michelle Gisin          | Svizzera             | 1'40"14 | 40"76  | 2'20"90 | -        |
| Argento | 19 | Mikaela Shiffrin        | Stati Uniti          | 1'41"35 | 40"52  | 2'21"87 | +0"97    |
| Bronzo  | 3  | Wendy Holdener          | Svizzera             | 1'42"11 | 40"23  | 2'22"34 | +1"44    |
| 4       | 6  | Ragnhild Mowinckel      | Norvegia             | 1'40"11 | 42"52  | 2'22"63 | +1"73    |
| 5       | 2  | Petra Vlhová            | Slovacchia           | 1'42"58 | 40"41  | 2'22"99 | +2"09    |
| 6       | 18 | Valérie Grenier         | Canada               | 1'41"79 | 41"65  | 2'23"44 | +2"54    |
| 7       | 15 | Ramona Siebenhofer      | Austria              | 1'40"34 | 43"11  | 2'23"45 | +2"55    |
| 8       | 5  | Federica Brignone       | Italia               | 1'42"51 | 41"02  | 2'23"53 | +2"63    |
| 9       | 11 | Denise Feierabend       | Svizzera             | 1'43"04 | 40"90  | 2'23"94 | +3"04    |
| 10      | 7  | Marta Bassino           | Italia               | 1'42"61 | 41"63  | 2'24"24 | +3"34    |
| 11      | 20 | Ana Bucik               | Slovenia             | 1'42"77 | 41"99  | 2'24"76 | +3"86    |
| 12      | 10 | Laura Gauché            | Francia              | 1'42"15 | 42"64  | 2'24"79 | +3"89    |
| 13      | 12 | Ricarda Haaser          | Austria              | 1'41"75 | 43"06  | 2'24"81 | +3"91    |
| 14      | 8  | Nevena Ignjatović       | Serbia               | 1'42"88 | 42"23  | 2'25"11 | +4"21    |
| 15      | 24 | Alice Merryweather      | Stati Uniti          | 1'43"17 | 43"73  | 2'26"90 | +6"00    |
| 16      | 26 | Maryna Gąsienica-Daniel | Polonia              | 1'44"35 | 42"84  | 2'27"19 | +6"29    |
| 17      | 30 | Kateřina Pauláthová     | Rep. Ceca            | 1'44"83 | 44"26  | 2'29"09 | +8"19    |
| 18      | 27 | Barbara Kantorová       | Slovacchia           | 1'45"58 | 44"36  | 2'29"94 | +9"04    |
|         | 4  | Romane Miradoli         | Francia              | 1'41"83 | DNF    |         |          |
|         | 13 | Lindsey Vonn            | Stati Uniti          | 1'39"37 | DNF    |         |          |
|         | 23 | Elvedina Muzaferija     | Bosnia ed Erzegovina | 1'46"62 | DNF    |         |          |
|         | 9  | Maruša Ferk             | Slovenia             | 1'40"98 | DSQ    |         |          |
|         | 22 | Johanna Schnarf         | Italia               | DNF     |        |         |          |
|         | 25 | Greta Small             | Australia            | DNF     |        |         |          |
|         | 28 | Candace Crawford        | Canada               | DNF     |        |         |          |
|         | 29 | Kim Vanreusel           | Belgio               | DNF     |        |         |          |
|         | 31 | Noelle Barahona         | Cile                 | DNF     |        |         |          |
|         | 32 | Roni Remme              | Canada               | DNF     |        |         |          |
|         | 14 | Stephanie Venier        | Austria              | DNS     |        |         |          |
|         | 16 | Sofia Goggia            | Italia               | DNS     |        |         |          |
|         | 17 | Anne-Sophie Barthet     | Francia              | DNS     |        |         |          |
|         | 21 | Alexandra Coletti       | Monaco               | DNS     |        |         |          |

## Informazioni
Data: Giovedì 22 febbraio 2018
Inizio della gara di discesa: 11:30 

Pista di discesa: Jeongseon Downhill

Partenza: 1275 m, arrivo: 545 m

Lunghezza: 2775 m, dislivello: 730 m

Tracciatore: Jean Philippe Vulliet, 38 porte
Inizio della gara di slalom: 15:00 

Pista di slalom: Jeongseon Slalom

Partenza: 724 m, arrivo: 545 m

Dislivello: 179 m

Tracciatore:  Sergej Poljsak, 52 porte
Legenda:
- DNS = non partita (did not start)
- DNF = prova non completata (did not finish)
- DSQ = squalificata (disqualified)
- Pos. = posizione